# Afghanistan pourquoi?
Afghanistan pourquoi? ist ein 1983 gedrehter marokkanischer Kriegsfilm von Abdellah Mesbahi. Aus politischen Gründen wurde der fertige Film aber nie aufgeführt.

## Handlung
Afghanistan Anfang der 1980er Jahre: Die Sowjets marschieren in das Land ein. An der Universität Kabul protestiert ein Professor gegen die Besetzung seines Landes. Als die Sowjets den Koran verbrennen und das Volk weiter tyrannisieren, ruft der Professor die Bürger zusammen und fordert alle Afghanen auf, ihr Heimatland zu verlassen. Über 3 Millionen Menschen ziehen gemeinsam Richtung Peschawar, eine Grenzstadt in Pakistan. Dort angekommen, erkennt der Professor, dass unter den Afghanen selbst ein erbitterter Kampf zwischen Macht und Demonstration ausgebrochen ist. Als sich die US-Streitkräfte einmischen, scheint die Lage zu eskalieren.

## Produktionsinfos und Dreharbeiten
Die Idee zu dem Film hatte der marokkanische Schriftsteller, Drehbuchautor und Filmregisseur Abdellah Mesbahi (1936–2016). Er hatte die Vision, den aufwändigsten und teuersten Film seines Landes entstehen zu lassen. Er bot das Drehbuch überall an, bis es schließlich in Saudi-Arabien akzeptiert wurde. Die Saudis erklärten sich bereit, den Film zu finanzieren. 25 Millionen US-Dollar standen Mesbahi zur Verfügung. Das Geld nutzte er, um sieben Stars des europäischen und US-amerikanischen Kinos zu holen und sie mit einer üppigen Gage zu überzeugen, in seinem Film zu spielen.
Die Dreharbeiten starteten Anfang 1983 in Marokko – zuungunsten der Saudis. Diese waren davon ausgegangen, dass der Film in Pakistan gedreht wird, und organisierten dementsprechend alles. Es folgte ein Streit, der dazu führte, dass selbst der marokkanische König Hassan II. eingeschaltet wurde, der die Saudis für Betrüger hielt. Da Mesbahi die 25 Millionen aber schon hatte, drehte der Marokkaner in seiner Heimat einfach weiter und ignorierte die Proteste der Saudis. Masbahi begründete seine Entscheidung damit, dass er seiner Heimat etwas wiedergeben wolle. Er wollte, bis auf die sieben Weltstars, ausschließlich seine Landsleute aus Marokko beschäftigen.

## Postproduktion
Nach den Dreharbeiten folgte das eigentliche Desaster: Als Mesbahi den Film auf dem Kongress der muslimischen Staaten vorstellte, erhielt er keine Unterstützung, und so ordnete der Tunesier Chadli Qlibi an, den Film bei Kacem Zairi, dem Stellvertreter, einzureichen und zu verbieten. In internen Dokumenten zwischen Qlibi und Zairi gab es folgende Aussage: „Ich habe das Drehbuch von Abdellah Mesbahi gelesen, aber wir werden unsere Zustimmung zu diesem Film nicht geben können, weil wir zur Zusammenarbeit mit der UdSSR aufgefordert werden“. So wurde aus dem ersten marokkanischen Weltfilm ein Film ohne Aufführung, ein Film, den niemand je zu Gesicht bekommen hat. Damals hatte man Angst, die Russen sähen den Film als einen Angriff auf ihr Volk, und so blieb er 32 Jahre unter Verschluss.

## Ein zweiter Versuch
2015 erhielt Mesbahi die staatliche Genehmigung, den Film zu zeigen, sofern er umgeschrieben wird und Russland im Film entlastet. Im selben Jahr drehte Mesbahi neue Szenen, die in das bestehende Filmmaterial integriert werden sollten. Er übernahm auch den Filmschnitt und gab dem Film den neuen Titel Afghanistan, Dieu et ses ennemis (deutsch: „Afghanistan, Gott und seine Feinde“). 2015 war er optimistisch, dass der Film 2016 in die Kinos kommen würde – aber so weit kam es nie. Im September 2016 starb Mesbahi; ob er die zweite Fassung des Films beenden konnte, ist nicht bekannt.